# Colin Cotterill
Colin Cotterill (Londra, 2 ottobre 1952) è uno scrittore e fumettista britannico di romanzi gialli.

## Biografia
Nato a Londra nel 1952, vive e lavora in Thailandia.
Dopo gli studi accademici, ha insegnato in varie parti del mondo (Israele, Australia, Stati Uniti, Giappone) soffermandosi nel Sud-est asiatico in particolare in Thailandia e nel Laos.
Ha esordito nel 2004 con il romanzo Intrigo a Oriente, primo capitolo della serie mystery ambientata in Laos e avente per protagonista il detective Dr. Siri Paiboun, giunta al 2018 alla tredicesima indagine.
Tra i riconoscimenti ottenuti, si segnala il Premio Dilys del 2006 per Thirty-Three Teeth.

## Opere

### Serie Dr. Siri Paiboun
- Intrigo a Oriente (The Coroner's Lunch, 2004), Roma, Fanucci, 2007 traduzione di Matteo Diari ISBN 978-88-347-1333-4.
- Thirty-Three Teeth (2005)
- Disco For the Departed (2006)
- Anarchy and Old Dogs (2007)
- Curse of the Pogo Stick (2008)
- The Merry Misogynist (2009)
- Love Songs from a Shallow Grave (2010)
- Slash and Burn (2011)
- The Woman Who Wouldn't Die (2013)
- Six and a Half Deadly Sins (2015)
- I Shot the Buddha (2016)
- The Rat Catchers’ Olympics (2017)
- Don’t Eat Me (2018)

### Serie Jimm Juree
- Killed at the Whim of a Hat (2011)
- Granddad, There's a Head on the Beach (2012)
- The Axe Factor (2013)
- Hidden Genders (2012)

### Altri romanzi
- Pool and its Role in Asian Communism (2005)
- Ageing Disgracefully: Short Stories about Atrocious Old People (2009)
- Average Alan (2013)

## Alcuni riconoscimenti
- Premio Dilys: 2006 vincitore con Thirty-Three Teeth
- Premio SNCF du polar: 2007 vincitore con Intrigo a Oriente
- Gold Dagger: 2008 finalista con Intrigo a Oriente